# 遼寧 (空母)
「遼寧」（りょうねい、中国語: 辽宁、拼音: Liaoning）は中国人民解放軍海軍の航空母艦。ソ連海軍向けの1143.6型重航空巡洋艦として起工された「ヴァリャーグ」の未完成艦体を洋上ホテルへ転用するとして中国マカオのレジャー会社がウクライナから購入、中国大連の造船会社が約7年かけて改装し中華人民共和国初の空母として就役・運用している。
当初は「ヴァリャーグ」の漢語訳の「瓦良格」と紹介されていたが、2012年9月25日就役に際して「遼寧」と発表。正式な型式は001型航空母艦だが、日本の防衛省および統合幕僚監部はクズネツォフ級空母として扱っている。

## 再建造に至る経緯

### ソ連における建造と中断
ソビエト連邦では、1143.5型重航空巡洋艦「アドミラル・クズネツォフ」を発展させて1143.6型を開発し、1985年8月に艦籍編入、同年12月4日にウクライナ・ソビエト社会主義共和国のムィコラーイウにある黒海造船工場で起工して、1988年11月25日に進水させた。艦籍編入時の艦名は「リガ」だったが、太平洋艦隊への配備が予定されていたことから、1990年6月、海軍総司令官の指示によって、日露戦争時の著名な巡洋艦の艦名を継いで「ヴァリャーグ」と改名された。
同艦は1993年に竣工する予定で工事が進められていたが、ソビエト連邦の崩壊に伴って黒海造船工場がウクライナの国営造船所となったことから、1991年12月よりロシア海軍は建造費をストップし、1992年2月、進捗率75パーセントの状態で同艦の建造は中断された。その後、ロシアとウクライナの間での交渉を経て、1995年6月に調印された協定によって、同艦はウクライナ政府の所有物となった。しかし経済危機に悩むウクライナには同艦を完成させて運用する余裕はなく、また軍事的にみても意義は乏しかった。工事途中で放置されている同艦を維持するだけでも年間100万ドルもの経費が必要となり、また造船所が他の艦船を建造することを邪魔してもいたことから、1995年末には、早々に海外売却の方針が決定された。

### 中国による購入と回航
中国は積極的に「ヴァリャーグ」の購入に乗り出し、あからさまに軍が関与した視察員を送り込んで設計・建造に関する資料・情報を集めるとともに、建造に関わった造船所の技師や労働者に、中国の造船所への転職を提案した。1997年6月、ウクライナ政府は中国側との予備商談に着手したが、中国側では軍や情報機関が暗躍し、買手を幾度となく変更してウクライナ側を翻弄するとともに、露骨な賄賂攻勢を仕掛けた。
1998年4月、マカオの「中国系民間会社」である創律集団旅遊娯楽公司が、2,600万ドルで同艦を落札した。同艦は船内にカジノ、ディスコ、デパート、博物館、劇場などを持つ洋上5つ星ホテルになることになっていたが、同社の社長で香港の実業家の徐増平は中国人民解放軍海軍の退役軍人だった。また創律集団旅遊娯楽公司は事務所も電話もないペーパーカンパニーであり、カジノの営業資格もなかった。そもそもマカオの港は水深10メートル程しかなく、6万トン級の大型艦は入港できない。結局、後に同艦が中国に到着するとともに同社は姿を消し、これとともに、契約に盛り込まれていた「軍艦として再生することを禁ずる」という条項も霧散した。

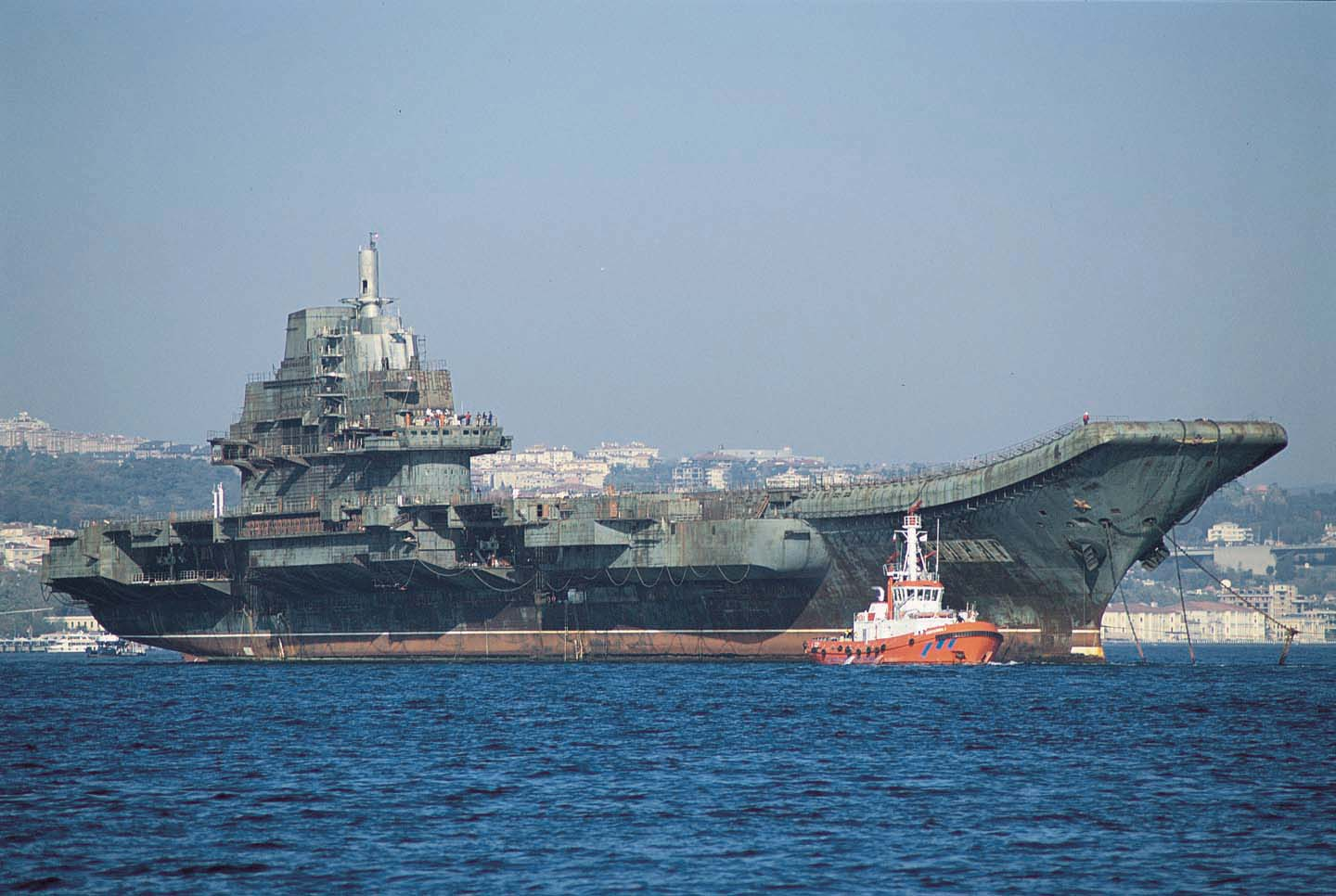
イスタンブールで曳航される「ヴァリャーグ」（2001年）

中国への回航は次のとおり行われた。購入契約が調印されたのちにも、今度は中国への回航が問題になった。黒海から地中海への出口を扼するトルコ政府は、ボスポラス海峡、ダーダネルス海峡を動力装置の無い大型艦が曳航されて通過するのは危険であること、未完成とはいえ航空母艦の海峡通過はモントルー条約に抵触することから、海峡通過に難色を示した。既に中国が同艦を軍艦として再生する可能性が極めて高いと観測していた西側諸国は、トルコ政府が通行許可を出さないよう様々に働きかけ、トルコと中国の通行許可を巡る交渉は16か月にも及んだ。購入後の同艦を黒海造船工場に停泊させ続けるために中国が支払った停泊料は莫大なものになっていたことから、2000年6月、同艦はオランダ、ノルウェー、ロシアのタグボート3隻に付き添われて出港し、506日間に及ぶトルコと中国の交渉期間中はトルコ領海付近を漂泊していた。
2001年初頭、唐家璇外交部長はトルコを訪問して同艦の海峡通過の際の安全を確約し、万一の事態を想定した数千万ドルもの保険料を支払うとともに、許可の見返りとしてトルコを訪れる中国人観光客を増加させることを約束して、やっと許可を得た。これを受けて、2001年11月、同艦はやっと海峡を通過し、地中海に入った。その後も、暴風のため曳航索が破断してエーゲ海の島々の間を漂流し、座礁直前にロシアのタグボート「ニコライ・チケル」が曳索を渡すことに成功したものの、これに続いてノルウェーのタグボートが曳索を渡す際に乗員1名が死亡するという事故が発生したほか、地中海を航行中にはフランス海軍のヘリコプターが突如として飛行甲板に着艦し、甲板に貼られていた耐熱板を剥がして飛び去るという騒ぎもあった。回航を経て、2002年3月、同艦はマカオではなく大連港に入港し、西区4号埠頭に係留された。

### 中国における再建造
大連に回航されて3年間、同艦は大連船舶重工集団の岸壁に係留されるのみで大きな動きはなかったが、2005年4月になると大連造船所1廠に入渠し、艦体の清掃処理ののち、投影法でその体形と線形を改めて計測した。また飛行甲板への滑り止め砂や艦体への防腐塗料の吹き付け、更にスクリュープロペラやプロペラシャフト、舵装置やフィンスタビライザーの修理、更にソナーの換装も行われた。8月にドックから出渠した際には、水線以上の乾舷部は中国海軍の標準「浅藍灰色」に塗装されていたことから、まもなく海上公試に進むという観測もあったが、そのような動きはなく、再び長い待機期間を過ごすこととなった。この時間は、空母保有の是非を問う議論および技術的問題解決の目処をつけるために費やされたものと考えられている。
2008年末、中国海軍は本艦を練習空母として就役させる計画であることを表明した。艦上戦闘機としてはSu-33を元に開発したJ-15が予定されており、20機程度を搭載する予定であった。2008年末には岸壁にて外側からの工事が開始され、飛行甲板に大きな開口部が設けられて、SSMの撤去などが着手された。2009年4月には大連造船所3廠に入渠し、5月にはソ連海軍時代のエンブレムと艦名を削除し、8月からはアイランドの工事が本格化した。
2011年8月3日には数百人の兵士らが参加する完成式典が行われ、中国共産党中央軍事委員会高官も視察した。また、渤海湾周辺で試験航行を行うために同月10日朝には出航したと報じられ、5日間にわたって渤海湾で海上公試が行なわれた。この公試では艦載機はまだ搭載されていなかったが、11月29日からの公試では、近くの飛行場を離陸したJ-15との合同訓練を行っていたことが報道されており、2012年の就航を目指して準備が進められていた。
10回の公試を終えた後、2012年9月25日に大連港で中国人民解放軍海軍に引き渡す式典が行われ、「遼寧」と命名したと発表した。

## 設計
本艦の前身となった「ヴァリャーグ」は1143.6型重航空巡洋艦（TAvKR）として起工されており、1143.5型「アドミラル・クズネツォフ」の発展型にあたる。設計はおおむね踏襲されており、全長や基準排水量は変わらないが、幅がわずかに広くなったほか、艦尾の形状が変更されて格納庫面積が増大し、満載排水量も増加している。一方、魚雷防御用装甲は「クズネツォフ」の多層式から単層式に簡略化されていた。なお「ヴァリャーグ」は高緯度の低温海域での行動を前提に設計されたこともあって、艦上機全機を艦内に格納することを前提としていたが、この結果として艦橋構造物（アイランド）にも多くの区画が配置されて65メートル長と大型化し、艦上での航空機の取り回しが阻害される面があり、中国海軍は中・低緯度での行動を想定していたことから艦上機を露天係止で運用することも可能となったことから、以後の中国空母ではアイランドは小型化されていくことになった。
「ヴァリャーグ」の機関は「アドミラル・クズネツォフ」と同構成で、KVG-2型ボイラー8基によってTV12-4型蒸気タービン4基を駆動し、減速機を介してスクリュープロペラ4軸を駆動するギアード・タービン方式であった。その後、中国への売却の際に、レジャー施設として不要な機器を撤去することになり、電気系統やパイプなども切断されて使用不能になったものの、主機そのものは撤去されなかった。ただし中国の意図に気付いたアメリカ合衆国の圧力により、ウクライナ側は、可能な限りの部品を撤去して、修復を困難にした。
この結果、「遼寧」としての再建造にあたって、この動力システムの修復が最大の問題の一つとなった。動力システム改造責任者は、この動力システムの修復が本艦の再就役にあたって最大の障害であったとし、修復できた部分は修復したが、できなかった部分は独力で研究開発したと述べた。また本艦の初代機関長であった楼富強は、当初は蒸気を発生するボイラーの圧力があまりに高く危険であったため、出航速力に必要な出力を得られなかったことを明らかにしている。
2013年8月の報道では、遼寧の機関は、原型よりも安全性を向上させ、ボイラーの始動に必要な時間を短縮するなどしてボイラー圧の低下を抑制した事、元々の設計ではタービンを回転させた後の蒸気を冷却して水に戻す復水器の冷却水パイプやバルブに水漏れ箇所が生じた場合、蒸気冷却用の海水が養缶水に混ざってボイラーに運ばれかねない問題があったが、設計変更によりリスクを低減する改良が施されている事が伝えられている。
中華民国国防部による2016年12月26日発表の空母遼寧の位置情報をもとに、中国語繁体字ウェブサイトの毎日頭條は、空母遼寧が5時間にわたって30ノットを維持して航行したと報道しており、この時に潜水艦と遼寧の遠隔監視を行っていた日米台のP-3Cも、ほぼ30ノットで艦隊行動する遼寧を確認している。戦略国際問題研究所によると速力は29ノットとしており、日本の平成29年（2017年）版『防衛白書』では、遼寧の速力を30ノット（時速約56km）と記述している。
艦内電源は「ヴァリャーグ」と同じで、出力1,500キロワットのタービン発電機9基と、同出力のディーゼル発電機6基で、合計出力2万2,500kWを供給する。
なお2017年4月の002型「山東」の進水式のち、遼寧も大連船舶重工集団に戻り、しばらく2隻の空母が艤装岸壁に並んだ状態で整備を受けていた。その後、2018年8月からの2回目の定期メンテナンスにあわせて、近代化改装が実施された。改修は運用を通じて明らかになった課題を解決するために行われたもので、艦載機システム、動力、電気系統、居住システムなど総合的な改修となっており、遼寧は今後10年～20年問題なく就役できる状態になったとしている。
2023年2月から1年以上に及ぶ2度目の近代化改装を実施。山東の近代化で施されたのと同様に、エンジン出力が上昇するまでタイヤを強制固定するホイールロックを大型に交換、アングルド・デッキにアレスティング・ワイヤーの飛び跳ねから甲板を保護するインパクトパッドを追加。艦首武装エレベータをヴァリャーグ時の小型4基から山東と同じ大型2基に変更。J-35のモックアップ搭載も確認された。

## 能力

### 航空運用機能

#### 発着艦設備
航空運用設備は「ヴァリャーグ」から大きな変更はなく、発艦にはスキージャンプ、着艦にはアレスティング・ギアを使用して、STOBAR方式によって固定翼機を運用する。飛行甲板のマーキングはロシア式を踏襲しつつも独自色もあり、ヘリコプターの発着スポットは9か所から4か所に減った。
艦首前端部のスキージャンプは14度の傾斜を有している。J-15艦上戦闘機の運用にあたっては、対空任務では短距離のスタート・ポイント（105メートル長）を使用して、飛行甲板上の合成風速0ノットの状態であれば、離陸重量27トン（燃料75パーセント、PL-8短距離空対空ミサイル4発およびPL-12中距離空対空ミサイル4発搭載）で発艦可能とされる。もし甲板風速10ノットとなれば離陸重量は28.5トンに増加し、搭載可能な兵装はPL-8 4発とPL-12 8発となる。また対地攻撃任務では長距離のスタート・ポイント（195メートル長）が使用され、甲板風速15ノットの状態で、燃料95パーセントで6トンの弾薬を搭載できる。
アングルド・デッキの着艦レーン上には4本のアレスティング・ワイヤーが設置されている。中国社会科学院世界経済・政治研究所の沈驥如は、空母用アレスティング・ワイヤーは、現在ロシアかアメリカしか製造しておらず、輸入が不可能なため自主開発したとしている。その後、2018年から2019年にかけて2回目の定期メンテナンスを行った際に、新しく開発した材質のワイヤに更新するとともに、制動装置の油圧装置も更新したとされている。なお完成式典直前の2011年6月にはフレネルレンズ光学着艦装置（Fresnel lens optical landing system）と思われる色灯の設置も確認されたが、これは「アドミラル・クズネツォフ」のものとは異なっており、中国の国産品である可能性が指摘されている。
デッキオペレーションなどの空母運用ノウハウは、協力関係を結んだブラジル海軍から支援を受けており、当時まだ現役であった空母「サン・パウロ」へ乗員を派遣して訓練を積んだり、「サン・パウロ」乗員を中国へ招いたりしての運用技術の供与が行われた。このため、飛行甲板での機体や乗員の行動はアメリカ海軍など西側諸国の運用方法に沿ったものになっており、航空要員の服装の色分けやポーズなども準じたものとなっている。ただしソーティ数の面では、1日60ソーティを目標としているものの実運用では40ソーティ程度が限界で、アメリカ海軍のニミッツ級航空母艦の平均160ソーティには遠く及ばない結果となっている。

#### 格納・補給
「クズネツォフ」の格納庫は床面積約4,498平方メートルで、搭載機数は合計47機とされていたのに対し、「ヴァリャーグ」では艦尾の形状を変更して格納庫を拡張するとともに、ターンテーブルを設置して機体の取り回しを改善することで、搭載機数を合計67機へと増大していた。「遼寧」では、更に2008年末からの改修でP-700 グラニート艦対艦ミサイルの搭載スペースを廃して作戦指揮区画を移転、格納庫前方の居住区や食堂も旧作戦指揮区画に移転しており、格納庫は床面積にして約1,000平方メートル拡張され、容積約5,380立方メートル（183×29.4×7.5メートル）となった。ただし、強度上の問題からP-700のスペースを完全に転用することはできなかった。
標準的な搭載機は計36機で、内訳はJ-15艦上戦闘機 24機、Ka-28PL哨戒ヘリコプター 6機、Ka-31早期警戒ヘリコプター 4機、Z-9C救難ヘリコプター 2機とされている。ただし哨戒ヘリコプターおよび早期警戒ヘリコプターは国産のZ-8の派生型とする説もある。
飛行甲板と格納庫を連絡するエレベーターは右舷側のアイランド前後に1基ずつ設置されており、平面幅は16メートルであった。

### 個艦防御機能
航空艤装は多くの点で「ヴァリャーグ」のものを踏襲したのに対し、電子装備や兵装はほぼ中国独自のものとなっている。
アイランドは改修されて、蘭州級駆逐艦（052C型）と同じ346型多機能レーダーが貼り付けられた。マスト頂部に搭載される予定だったケイク・スタンドタカンは搭載されず、フレガート-MAE対空捜索レーダー（あるいは同機種を元に揚州723研究所が山寨化した382型「海鷹」）をそのまま配置した。このように、346型系列の多機能レーダーと382型系列の対空捜索レーダーを併載するという方式は以後の中国空母でも踏襲されており、艦上機としての早期警戒機の存在を前提にできないために母艦の対空捜索能力を強化しているものとみられているほか、航空管制用にも用いられる可能性が指摘されている。また本艦では、アイランド後端部に設けられている航空管制所の屋根上に後方向きのアンテナ群が認められており、アメリカ海軍のAN/SPN-46と類似していることから、こちらが着艦進入誘導レーダーであるとも推測されている。なお2018年から2019年にかけて2回目の定期メンテナンスを行った際に、多機能レーダーを除くほとんどの電子装備について、「山東」と同じものにアップデートした。
「ヴァリャーグ」では大重量・長射程の艦対艦ミサイルであるP-700 グラニートのVLSを飛行甲板に埋め込んでいたが、再就役前の改修でこれは撤去されており、「遼寧」の搭載兵装は基本的に自衛用のものに限られている。対空兵器としては1130型CIWS 3基とHHQ-10近距離防空ミサイルの18連装発射機を2基、また対潜兵器としてはRBU-6000 12連装対潜ロケット発射機2基を搭載している。このうち、RBU-6000については対潜兵器としてのほかに魚雷対策としての可能性も指摘されている。

## 比較表
|              |              | 003型（福建）           | 002型（山東）                  | 001型（遼寧）                     |
| ------------ | ------------ | ----------------------- | ------------------------------ | --------------------------------- |
| 船体         | 満載排水量   | 80,000 t                | 67,000 t                       | 59,439 t                          |
| 船体         | 全長         | 316 m                   | 315.5 m                        | 304.5 m                           |
| 船体         | 幅 / 最大幅  | 40 m / 76 m             | 38 m / 75.5 m                  | 37 m / 70 m                       |
| 機関         | 方式         | IFEP                    | ギアード・タービン             | ギアード・タービン                |
| 機関         | 主機         | ボイラー＋蒸気タービン  | ボイラー＋蒸気タービン         | ボイラー＋蒸気タービン            |
| 機関         | 出力         | 220,000 hp              | 200,000 hp                     | 200,000 hp                        |
| 機関         | 速力         | 30 kt                   | 30 kt                          | 30 kt                             |
| 兵装         | 砲熕         | 1130型CIWS×3基          | 1130型CIWS×3基                 | 1130型CIWS×3基                    |
| 兵装         | 砲熕         | ―                       | RBU-6000対潜ロケット発射機×2基 | RBU-6000対潜ロケット発射機×2基    |
| 兵装         | ミサイル     | HHQ-10 18連装発射機×4基 | HHQ-10 18連装発射機×4基        | HHQ-10 18連装発射機×4基           |
| 航空運用機能 | 発着方式     | CATOBAR                 | STOBAR                         | STOBAR                            |
| 航空運用機能 | 発艦装置     | 電磁式カタパルト        | スキージャンプ                 | スキージャンプ                    |
| 航空運用機能 | JBD          | 3基                     | 3基                            | 3基                               |
| 航空運用機能 | 着艦帯       | アングルド・デッキ配置  | アングルド・デッキ配置         | アングルド・デッキ配置            |
| 航空運用機能 | 制動索       | 4索                     | 4索                            | 4索                               |
| 航空運用機能 | エレベーター | 2基                     | 2基                            | 2基                               |
| 航空運用機能 | 搭載機数     | CTOL機40機など          | CTOL機36機など                 | CTOL機24機以上＋ ヘリコプター10機 |
| 同型艦数     | 同型艦数     | 2隻予定                 | 1隻                            | 1隻                               |

## 艦歴

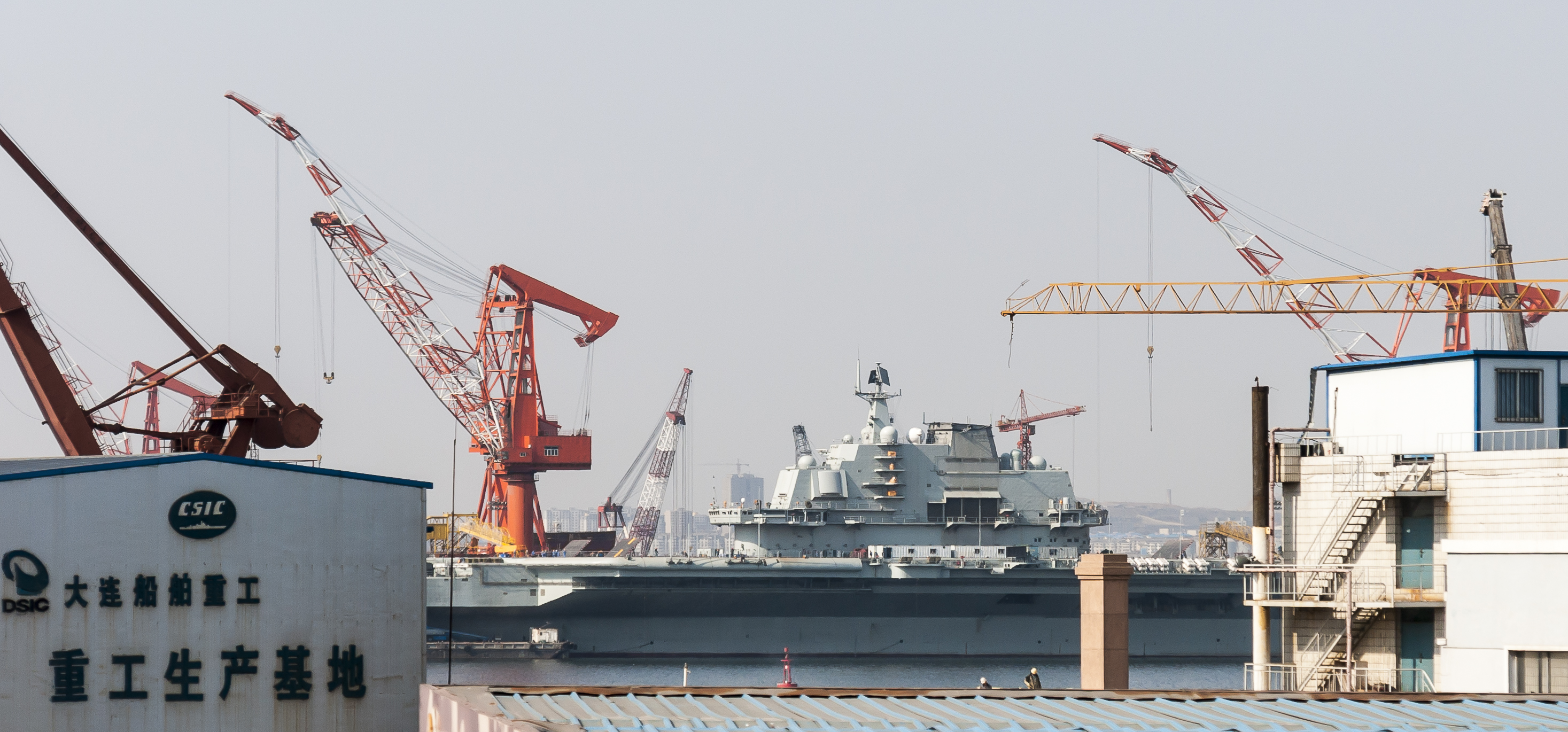
「遼寧」空母 (16)

就役後初の出港は2012年10月12日に行われ、10月30日に帰港。訓練目的とみられるその航海で、J-15による飛行訓練が行われたが、内容はタッチアンドゴーであるとしている。また、ヘリコプターによる離着艦が報道されている。
11月にもJ-15による訓練が続き、23日には着艦試験の成功を法制晩報が伝えた、さらに25日には新華社通信と『解放軍報』が離着艦試験に成功したことを伝えた。空母の運用に関しては、2009年よりブラジルからの「サン・パウロ」における訓練を含む技術的支援を得ていたことが報じられた。
2013年2月27日、母港を大連から山東省青島市の軍港に移動。この軍港は4年間を費やして建設した、空母母港としての機能を備える軍港とされる。
2017年7月8日には、返還20年を迎えた香港に入港、飛行甲板や格納庫が一般公開されている。
2018年4月23日には、48隻もの艦艇が参加した海軍創設69周年の観艦式に参加した。8月より近代化改装が実施、2019年3月に青島に帰港。2019年4月23日には、海軍創設70周年の観艦式に参加した。

### 艦隊行動
就役以降、空母打撃群を構成して、中国大陸沿岸だけでなく、第一列島線を越えた西太平洋まで進出している。
2016年
2016年12月24日に中国人民解放軍海軍（中国海軍）の報道官は、航空母艦「遼寧」を中心とした編隊が、遠洋訓練のため西太平洋に向けて航行中であると発言した。この航行を裏付けるように、25日午前10時頃に中国海軍の航空母艦1隻、ミサイル駆逐艦3隻（ルーヤンIII級ミサイル駆逐艦1隻、ルーヤンII級ミサイル駆逐艦2隻）、ジャンカイII級フリゲート2隻、ジャンダオ級小型フリゲート1隻、フチ級補給艦1隻の計8隻が、宮古島の北東約110kmの宮古海峡を東シナ海から太平洋に向けて南東進したことを、海上自衛隊の護衛艦「とね」と哨戒機が確認した。本件は海上自衛隊が中国海軍空母の西太平洋進出を確認した最初の事案であった。続く2017年1月1日、南シナ海でJ-15の発着艦訓練を開始。中国報道を介して、J-15が遼寧から発艦・着艦しているところを始めて確認した。海南島三亜市に建設中の軍港に向かう遼寧が30ノットで航行しているのを日本、アメリカ、台湾のP-3C哨戒機が確認した。
2018年
2018年4月20日午前10時半頃、海上自衛隊の護衛艦「さわぎり」「あきづき」及び第5航空群所属のP-3C哨戒機が、与那国島の南約350kmの海域を東進する航空母艦1隻、ミサイル駆逐艦4隻（ルーヤンIII級ミサイル駆逐艦1隻、ルーヤンII級ミサイル駆逐艦3隻）、ジャンカイII級フリゲート2隻の計7隻を確認した。また、同日午前11時頃には太平洋上で「遼寧」から複数の艦載戦闘機（推定）が飛行するのを海自の護衛艦が確認した。
2019年
2019年6月10日、宮古海峡を通過して太平洋へ。グアム周辺を経由して南シナ海に入った。編成は航空母艦1隻、ルーヤンIII級ミサイル駆逐艦1隻、ジャンカイII級フリゲート2隻の計4隻。後にルージョウ級ミサイル駆逐艦1隻に護衛されたフユ級高速戦闘支援艦1隻が合流している。
2020年
2020年4月10日午後7時頃、海上自衛隊の護衛艦「あきづき」及び第1航空群所属のP-1哨戒機が男女群島（長崎県）の南西約420kmの海域を南東進する「遼寧」とルーヤンIII級ミサイル駆逐艦2隻、ジャンカイII級フリゲート2隻及びフユ級高速戦闘支援艦1隻の計6隻を確認した。その後、沖縄本島と宮古島の間の海域を南下し、太平洋へ向けて航行したことを確認した。6隻の中には燃料を提供できる補給艦も含まれているということで、防衛省は航行の目的を分析するとともに、中国軍が遠方への展開能力を高めているとみて、警戒と監視を続けた。
4月28日にはこれらの艦艇が宮古島の南東約80㎞の海域を北西進し、その後、沖縄本島と宮古島の間の海域を北上し、東シナ海へ向けて航行したことを確認した。
2021年
2021年4月3日午前8時頃、海上自衛隊の護衛艦「すずつき」、第1航空群所属P-1哨戒機及び第5航空群所属のP-3Cが宮古海峡を通過して太平洋へ航行する「遼寧」とレンハイ級ミサイル駆逐艦1隻、ルーヤンIII級ミサイル駆逐艦3隻、ジャンカイII級フリゲート1隻及びフユ級高速戦闘支援艦1隻の計6隻を確認し、所要の情報収集・警戒監視を行った。レンハイ級ミサイル駆逐艦は中国海軍が駆逐艦と称していて防衛省もこれに準じ「ミサイル駆逐艦」として報道発表しているが米国防省や国際戦略研究所はその規模、兵装から「ミサイル巡洋艦」と位置付けているもので今回日本近海で始めて空母打撃群として確認され、外洋における運用能力向上させていると報じるメディアもある。後日、同時期に米海軍のミサイル駆逐艦「マスティン」が同艦を捕捉追尾していたことを米海軍公式SNSで公表し、米駆逐艦同乗の乗組員が公表削除したと見られているSNS映像などで日本の海自護衛艦もその行動を共に行っていたことが明らかになっている。
4月26日午後7時頃、上記の艦艇が宮古島の南約160ｋｍの海域を北東進するのを海自の艦艇及び哨戒機が確認した。
その後、これらの艦艇が沖縄本島と宮古島の間の海域を北上し、東シナ海へ向けて航行したことを確認した。海上自衛隊は護衛艦「あさひ」及び第5航空群所属のP-3C哨戒機により、所要の情報収集・警戒監視を行った。
また、27日午前には「遼寧」から早期警戒ヘリコプター（Z-18）1機が発艦し、尖閣諸島大正島周辺の領空から北東約50㎞から約100㎞の空域を飛行したことを確認し、航空自衛隊の戦闘機を緊急発進（スクランブル）させる等により対応した。
12月15日午前11時頃、海上自衛隊護衛艦「いずも」、「あきづき」、第4航空群所属のP‐1哨戒機及び第5航空群所属のP-3C哨戒機が男女群島（長崎県）の西約350㎞の海域において、同海域を南東進する「遼寧」とレンハイ級ミサイル駆逐艦1隻、ジャンカイⅡ級フリゲート1隻及びフユ級高速戦闘支援艦1隻の計4隻を確認した。その後、12月16日これらの艦艇が沖縄本島と宮古島との間の海域を南下し、太平洋へ向けて航行したことを確認した。また、東シナ海及び太平洋において艦載ヘリの発着艦を確認した。
12月19日午前8時頃、「遼寧」、レンハイ級ミサイル駆逐艦1隻、ルーヤンⅢ級ミサイル駆逐艦1隻、ジャンカイⅡ級フリゲート2隻及びフユ級高速戦闘支援艦1隻の計6隻が、北大東島の東約300ｋｍの海域において航行していることを確認した。また、午前8時頃から午後9時頃にかけて、「遼寧」の艦載戦闘機及び艦載ヘリの発着艦を確認した。海上自衛隊は「いずも」により、所要の情報収集・警戒監視を行った。12月25日午前0時頃には「遼寧」他4隻の艦艇が、沖縄本島と宮古島との間の海域を北西進し、東シナ海へ向けて航行したことを「いずも」が確認し、所要の情報収集・警戒監視を行った。
2022年～2023年1月
5月1日午後0時頃、海上自衛隊護衛艦「いずも」と第4航空群所属P-1及び第5航空群所属P-3Cにより男女群島の西約350㎞の海域において、同海域を南進する「遼寧」とレンハイ級ミサイル駆逐艦1隻、ルーヤンⅢ級ミサイル駆逐艦3隻及びフユ級高速戦闘支援艦1隻を確認した。また、同日午後6時頃、沖縄本島の北西約480㎞の海域において、同海域を東進する中国海軍ジャンカイⅡ級フリゲート1隻を、2日午前6時頃、大正島（沖縄県）の北約160kmの海域において、同海域を南進する中国海軍ルーヤンⅡ級ミサイル駆逐艦1隻を確認した。その後、これら8隻の艦艇が沖縄本島と宮古島との間の海域を南下し、太平洋へ向けて航行したことを確認した。また、東シナ海において艦載ヘリの発着艦を確認した。海上自衛隊は「いずも」と第4航空群所属P-1及び第5航空群所属P-3Cにより、所要の情報収集・警戒監視を行った。
5月3日正午頃にも「遼寧」、ルーヤンⅢ級ミサイル駆逐艦3隻、ルーヤンⅡ級ミサイル駆逐艦1隻、ジャンカイⅡ級フリゲート1隻及びフユ級高速戦闘支援艦1隻の計7隻が、沖大東島の南西約160㎞の海域において航行していることを確認した。また、正午頃から午後6時頃にかけて、「遼寧」の艦載戦闘機及び艦載ヘリの発着艦を確認し、海上自衛隊第1護衛隊所属の「いずも」が情報収集・警戒監視を行った。日本国政府は5月18日、今回の「遼寧」からの艦載機・ヘリコプター発着艦が300回を超えたと明らかにした。5月31日、中国国防部の報道官は「日本の艦艇や戦闘機はネット上で、遼寧の"御用写真師"と呼ばれている。撮影師は必要ない」と述べ、一連の自衛隊の情報収集に不快感を示した。
12月15日午前10時頃、「遼寧」を基幹とする5隻の艦艇が五島列島福江島の西約440キロメートルで南進中であるのが日本の海上自衛隊により確認された。同日午後0時頃には福江島の西約420kmの海域において、同海域を南東進するレンハイ級ミサイル駆逐艦1隻を確認、16日にはこれら6隻の艦艇が東シナ海で艦載ヘリを発着艦させ、宮古海峡を抜けて太平洋に出たことを確認、海上自衛隊の護衛艦「きりさめ」、第4航空群所属P-1哨戒機及び第5航空群所属P-3C哨戒機により、所要の情報収集・警戒監視を行った。12月17日午前11時頃、「遼寧」等5隻が、沖大東島の南西約260kmの海域において航行していることを確認した。また、同日午前11時頃から午後5時頃にかけて、「遼寧」の艦載戦闘機及び艦載ヘリの発着艦を確認した。その後は大東諸島を東に回り込み、同20日には奄美諸島東方へ北進。その後は南へ変針して22日に沖ノ鳥島東方約120キロメートル沖へ進出し、日本の護衛艦「きりさめ」「いずも」が監視し、艦載機には航空自衛隊の戦闘機がスクランブル対応した。その後を含めて合計
320回の発着艦を行ない、2023年1月2日の防衛省発表によると、護衛艦「ありあけ」などの監視を受けつつ宮古海峡を通って東シナ海へ戻った。
日本の『読売新聞』に対して中国政府関係者が明らかにしたところによると、この艦隊行動は、日本の安全保障・防衛戦略を定めた3文書改定に合わせて、南西諸島を攻撃する想定での訓練を、習近平党軍事委員会主席が命じたという。
2024年
9月17日午後7時頃、ルーヤンⅢ級ミサイル駆逐艦2隻（艦番号「120」及び「123」）とともに、魚釣島（沖縄県）の北西約210kmの海域において航行していることを海上自衛隊が確認した。その後、18日未明にかけて、魚釣島の西、およそ70kmの海域を南下したあと、与那国島と西表島の間を航行し、一時、日本の接続水域に入った。3隻はその後、接続水域を出て太平洋に向けて航行した。中国海軍の空母が日本の接続水域を航行したのは初めてである。
防衛省・自衛隊は、海上自衛隊第6護衛隊所属の護衛艦「たかなみ」、第14護衛隊所属「せんだい」、第1航空群所属P-1哨戒機及び第5航空群所属P‐3C哨戒機により、警戒監視・情報収集を行った。 
その後、太平洋上の海域を航行していることを確認し、 20日午後5時頃、宮古島の南東約1,360kmの海域において、「遼寧」の艦載戦闘機及び艦載ヘリの発着艦を確認した。防衛省・自衛隊は、海上自衛隊第2護衛隊所属「あさひ」により、警戒監視・情報収集を行った。

## 登場作品

### 漫画
『オメガ7』
Vol.5に登場。中国艦隊を率いて尖閣諸島に侵攻するが、攻撃隊として発艦させたJ-15を自衛隊のF-15JとF-35に殲滅された上、海上自衛隊の架空の潜水艦「おおしお」の魚雷攻撃により竜骨が折れて撃沈される。
『空母いぶき』
尖閣諸島中国人上陸事件後、調査目的として派遣された自衛艦に対抗する形で、青島基地から派遣された3隻からなる艦隊の一艦として登場。その後、海上保安庁の巡視船と中国海警局の艦船衝突を受け、威嚇目的で艦載機の殲15を発進させる。

### 小説
『新編 日本中国戦争』
中国海軍主力として沖縄沖と東シナ海で海上自衛隊および米第7艦隊空母打撃群と戦うも、魚雷2発と対艦ミサイル1発を被弾して大破する。
『スカイソード オン オプス』
上海協力機構とNATOで成立した新RIMPAC連合演習に参加していた最中に異世界レージェルリアへ転移し、昆明級駆逐艦と共に、対ガルトレゼイン帝国艦隊の殲滅作戦で活躍する。
『日中世界大戦』
与那国島攻略艦隊の旗艦として登場。そうりゅう型潜水艦「そうりゅう」等によるハープーン対艦ミサイルの攻撃で撃沈される。
『日中尖閣戦争』
海上自衛隊のF-35CにGBU-31を投下され撃沈される。

### ゲーム
『Modern Warships』
プレイヤーが操作できる艦として登場。